# Sadki (gromada)
Sadki – dawna gromada, czyli najmniejsza jednostka podziału terytorialnego Polskiej Rzeczypospolitej Ludowej w latach 1954–1972.
Gromady, z gromadzkimi radami narodowymi (GRN) jako organami władzy najniższego stopnia na wsi, funkcjonowały od reformy reorganizującej administrację wiejską przeprowadzonej jesienią 1954 do momentu ich zniesienia z dniem 1 stycznia 1973, tym samym wypierając organizację gminną w latach 1954–1972.
Gromadę Sadki z siedzibą GRN w Sadkach utworzono – jako jedną z 8759 gromad na obszarze Polski – w powiecie wyrzyskim w woj. bydgoskim, na mocy uchwały nr 24/18 WRN w Bydgoszczy z dnia 5 października 1954. W skład jednostki wszedł obszar dotychczasowej gromady Sadki (bez wsi Samostrzel) ze zniesionej gminy Sadki w tymże powiecie. Dla gromady ustalono 23 członków gromadzkiej rady narodowej.
1 stycznia 1958 do gromady Sadki włączono wieś Śmielin i kolonię Ignalin ze zniesionej gromady Śmielin we wspomnianym powiecie.
31 grudnia 1959 do gromady Sadki włączono wieś Dębowo ze zniesionej gromady Dębowo w tymże powiecie.
31 grudnia 1961 do gromady Sadki włączono obszar zniesionej gromady Samostrzel w tymże powiecie.
1 stycznia 1969 do gromady Sadki włączono sołectwa Radzicz (bez osady Formoza), Kraczki i Liszkówko oraz osadę Sadkowski Młyn z sołectwa Dębionek ze zniesionej gromady Radzicz w tymże powiecie; z gromady Sadki wyłączono natomiast (a) sołectwo Jadwiżyn o ogólnej powierzchni 296,81 ha oraz (b) sołectwo Żelazno o ogólnej powierzchni 471,68 ha, włączając je do gromady Osiek n. Notecią w tymże powiecie.
Gromada przetrwała do końca 1972 roku, czyli do kolejnej reformy gminnej. 1 stycznia 1973 w powiecie wyrzyskim reaktywowano gminę Sadki (od 1999 gmina Sadki znajduje się w powiecie nakielskim w woj. kujawsko-pomorskim).